# Langues papoues occidentales
Les langues papoues occidentales sont une famille hypothétique de langues papoues parlées en Indonésie.

## Classification
L'hypothèse du papou occidental est formulée par Cowan (1957) et varie fortement suivant les chercheurs. Cappel (1975) y inclut les langues timor-alor-pantar. Stokhof (1975) propose de les relier aux langues bird's head de l'Ouest. Malcolm Ross (2005) propose un papou occidental « étendu » qui comprend également le burmeso, les langues yawa, sa proposition de langues bird's head de l'Est-sentani et une autre langue de la famille lakes plain, le tause.
Haspelmath, Hammarström, Forkel et Bank classent les familles de langues du papou occidental comme des familles de langues indépendantes.

## Liste des langues
Les familles et langues traditionnellement incluses dans le papou occidental sont : 
- langues halmahera du Nord
- langues bird's head de l'Ouest
- mpur
- maybrat

Ross étend le papou occidental à d'autres familles de langues :
- langues bird's head de l'Est-sentani
  - langues bird's head de l'Est
  - langues sentani
  - burmeso
  - tause
- langues yawa